# Limopsidae
Die Limopsidae sind eine Muschelfamilie aus der Ordnung der Arcida. Die Vertreter der Familie leben vor allem in tieferem und kühlerem Wasser. Die ältesten Funde stammen aus der Unterkreide.

## Merkmale
Die gleichklappigen Gehäuse sind mittelgroß bis groß. Sie sind rundlich, eiförmig oder annähernd dreieckig und meist stark seitlich eingeengt. Die Gehäuse sind annähernd gleichseitig bis deutlich nach hinten verlängert (schief-eiförmige Formen). Die Wirbel sind vergleichsweise klein und wenig prominent. Sie sind senkrecht zur Gehäuselängsachse oder nach vorne eingerollt.
Das extern gelegene Ligament liegt vor und hinter den Wirbel; oft ist auch ein zentral tief unter den Wirbeln gelegener Resilifer vorhanden. Die Schlossplatte ist meist relativ breit und kräftig. Der obere Rand der Schlossplatte ist häufig gerade, der untere Rand mehr oder weniger stark gewölbt, oder die Schlossplatte ist insgesamt gewölbt. Das taxodonte Schloss weist zwei, meist nicht spiegelbildliche Serien von vergleichsweise großen und wenigen Zähnen auf, die oft vom Resilifer oder einem zahnfreien Bereich voneinander abgesetzt sind. Es sind zwei Schließmuskeln vorhanden; der vordere Schließmuskel ist aber deutlich kleiner und stark reduziert. Die Mantellinie ist nicht eingebuchtet.
Die Schale ist aragonitisch mit einer äußeren Lage bestehend aus Kreuzlamellen und einer inneren Lage aus komplexen Kreuzlamellen. Die Ornamentierung besteht aus radialen, netzförmigen oder auch konzentrischen Elementen. Das Periostrakum ist dick, seidig-glänzend oder auch zu Haaren oder Borsten ausgezogen.

## Geographische Verbreitung und Lebensraum
Die Familie ist weltweit verbreitet. Sie leben sowohl in wärmeren und flachen Gewässern wie auch in tieferem und kühlerem Wasser.
Sie sind mit Byssus angeheftet oder ohne Byssus frei auf dem Sediment liegend. Einige wenige Formen leben auch flach eingegraben im Sediment.

## Taxonomie
Das Taxon wurde 1895 von William Healey Dall begründet. Es ist heute allgemein anerkannt.
- Limopsidae Dall, 1895
  - Aspalima Iredale, 1929
    - Aspalima cristata (Jeffreys, 1876)

  - Cosmetopsis Rovereto, 1898 †
  - Empleconia Dall, 1908
  - Limopsis Sassi, 1827
    - Limopsis aurita (Brocchi, 1814)
    - Limopsis tenella Jeffreys, 1876

  - Nipponolimopsis Habe, 1951
  - Oblimopa Iredale, 1939
    - Oblimopa multistriata (Forsskål in Niebuhr, 1775)

  - Paracratis M. Huber, 2010
    - Paracratis minuta (Philippi, 1836)

  - Pectunculina d’Orbigny, 1844